# Lotte Holdings
Lotte Holdings Co., Ltd. (Kanji: ロッテホールディングス株式会社, Rōmaji: Rottehōrudingusu kabushiki gaisha) là một công ty đa quốc gia có trụ sở chính tại Shinjuku, Nhật Bản, tập trung vào các lĩnh vực sản xuất bánh kẹo, chế biến kem lạnh, dịch vụ khách sạn và quản lý thể thao. Công ty được thành lập vào ngày 28 tháng 6 năm 1948 bởi doanh nhân người Hàn Quốc Shin Kyuk-ho và hiện đang là công ty con quan trọng trực thuộc tập đoàn Lotte.
Đây là nhà sản xuất bánh kẹo lớn thứ ba ở Nhật Bản sau hai thương hiệu Meiji Seika và Ezaki Glico tính theo doanh số bán hàng.